# Карапетов, Владимир Мкртичевич
Владимир Мкртичевич Карапетов (иногда Никитич; англ. Vladimir Karapetoff, 8 января 1876, Санкт-Петербург — 11 января 1948) — российско-американский инженер-электрик, изобретатель, профессор; начал учиться в Петербургском государственном университете путей сообщения, во время учебы преподавал электротехнику и гидравлику в трех школах Санкт-Петербурга. В 1899 году перешёл в Дармштадтский технический университет, где продолжил изучение энергетических систем; в 1903 году эмигрировал в Соединенные Штаты. В 1928 году Институт Франклина наградил его медалью Эллиотта Крессона.

## Биография
Владимир Карапетов родился 8 января 1876 года в Санкт-Петербурге в семье Мкртича (Никиты) Ивановича Карапетова — армянина и Анны Йоакимовны (Ивановны) Карапетовой — русской. Владимир сначала поступил и начал учиться в Петербургском государственном университете путей сообщения, успешно сдав первые государственные экзамены в 1897 году, а вторые — в 1902 году. Во время учебы он являлся консультантом правительства Российской империи и одновременно преподавал электротехнику и гидравлику в трех столичных гимназиях.
В 1899 году Карапетов перешёл в Дармштадтский технический университет, где продолжил изучение энергетических систем; год спустя в Штутгарте вышла его книга «О многофазных энергосистемах с неравномерной нагрузкой» (Über mehrphasige Stromsysteme bei ungleichmässiger Belastung). В 1903 году он эмигрировал в Соединенные Штаты, где начал работать и учиться в компании «Westinghouse Electric and Manufacturing Company». В следующем году он начал свое сотрудничество с Корнеллским университетом, куда был приглашён в качестве профессора электротехники.
Карапетов опубликовал первую часть своего труда «Инженерное применение высшей математики» (Engineering Applications of Higher Mathematics) в 1911 году; части со второй по пятую последовали уже во время Первой мировой войны, в 1916 году. В том же году он опубликовал и книгу «Электрические измерения» (Electrical Measurements and Testing, Direct and Alternating Current). Институт инженеров-электриков США сделал его своим членом в 1912 году; затем он стал членом Американской ассоциации университетских профессоров (AAUP) — в 1915. Кроме того, Карапетов являлся научным редактором журнала «Electrical World» с 1917 по 1926 год. Как член Социалистической партии Америки, в 1910 году он баллотировался в Сенат штата Нью-Йорк; в 1914 году он впервые попытался избраться на должность инженера и инспектора штата Нью-Йорк (New York State Engineer and Surveyor): повторял попытки в 1920 и 1924 годах. Он написал и несколько статей по специальной теории относительности в журнале Оптического общества.
В 1928 году Институт Франклина наградил его медалью имени Эллиотта Крессона. Карапетов был и профессиональным виолончелистом — в 1934 году Нью-Йоркский музыкальный колледж удостоил его звания почетного доктора музыки. Бруклинский Политехнический институт Нью-Йоркского университета присудил ему степень доктора наук в 1937 году. Владимир Карапетов скончался в январе 1948 году и был похоронен в городе Итака.

## Работы
- Историческая справка и некоторые разъяснения к работе о многофазных электрических системах при неравномерной нагрузке / В. Карапетов. — Санкт-Петербург : Ин-т инж. пут. сообщ. …, 1902. — 11 с.
- О сопротивлении движению судов внутреннего плавания : Ч. 1- / В. Карапетов, инж. пут. сообщ. — Санкт-Петербург : Ин-т инж. пут. сообщ. …, 1902.
  - О сопротивлении движению речных судов : Докл. инж. Карапетова / VI Съезд рус. деятелей по водяным путям. — Санкт-Петербург : тип. т-ва «Нар. польза», 1899. — 42 с.
- О многофазных электрических системах при неравномерной нагрузке : [Дис.] / [Соч.] В. Карапетова, инж. пут. сообщ. — Санкт-Петербург : Ин-т инж. пут. сообщ. …, 1901. — [4], 87 с.
- Über mehrphasige Stromsysteme bei ungleichmässiger Belastung. Stuttgart: Enke, 1900.
- «Aberration of light in terms of the theory of relativity as illustrated on a cone and a pyramid», Journal of the Optical Society of America, 1924, 9(3):223-33.
- «Straight-line relativity in oblique coordinates; also illustrated by a mechanical model», Journal of the Optical Society of America, 1926, 13:155.
- «Relativity transformation of an oscillation into a travelling wave, and DeBroglie’s postulate in terms of velocity angle», Journal of the Optical Society of America, 1929, 19:253.
- «Restricted relativity in terms of hyperbolic functions of rapidities», American Mathematical Monthly, 1936, 43:70-82.
- «A general outline of restricted relativity», Scripta Mathematica, 1941, 8:145-63.
- «The special theory of relativity in hyperbolic functions», Reviews of Modern Physics, 1944, 16:33-52.

## Семья
25 ноября 1936 года Владимир Карапетов женился на Розали Маргарет Кобб в деревне Доббс Ферри округа Уэстчестер.

## Память
С 1992 года организация «Eta Kappa Nu» (IEEE-HKN) вручает награду имени Владимира Карапетова за выдающиеся технические достижения среди инженеров-электриков.